# Brukspatron

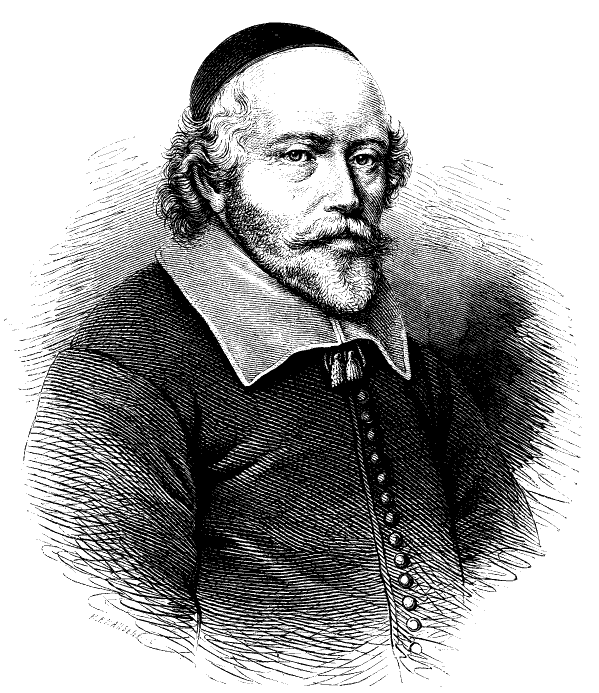
Brukspatron De Geer

Brukspatron (vid tilltal: Patron, av lat. Patronus), var i Sverige en titel för ägaren till ett bruk (järnbruk, mässingsbruk, bergsbruk, med mera).
Efter att ha försvunnit ur språkbruket under industrialiseringen under andra hälften av 1800-talet kan i dag benämningen genom sin ton av underdånighet ha en något nedsättande eller skämtsam innebörd om den används för bruksägare efter denna tidsperiod.

## Kända brukspatroner
- Louis De Geer
- Brita Behm
- Thorsten Vilhelm Nordenfeldt
- Carl Fredrik Wærn den äldre
- Peter Carl af Burén
- Gabriel Bergenstråhle
- Thore Petré
- Pehr Lagerhjelm
- Bengt Gustaf Geijer
- Catharina Bröms
- Johan Börjesson Carlberg
- Adolphe Stackelberg
- John Brynteson
- Melcher Ekströmer
- Carl Reinhold Roth
- Gerdt Störning